# Voglajna (rijeka)
Voglajna je rijeka u Sloveniji. Duga je 35 km. Porječje iznosi 412 km². Izvire u Slivniškom jezeru kod Slivnice pri Celju, zatim teče kroz Šentjur pri Celju, Rifnik i Štore te se ulijeva u Savinju kod Celja.